# Воља (Михаловце)
Воља (слч. Voľa) насељено је мјесто са административним статусом сеоске општине (слч. obec) у округу Михаловце, у Кошичком крају, Словачка Република.

## Становништво
| Година:    | 1994. | 2004.   | 2014. | 2024.   |
| ---------- | ----- | ------- | ----- | ------- |
| Број људи: | 258   | 250     | 265   | 271     |
| Разлика:   |       | -3,10 % | +6 %  | +2,26 % |

| Година:    | 2023. | 2024. |
| ---------- | ----- | ----- |
| Број људи: | 271   | 271   |
| Разлика:   |       | +0 %  |

Према подацима о броју становника из 2011. године насеље је имало 257 становника.